# Прошовце
Прошовце или Прошевце (на македонска литературна норма: Прошовце) е бивше село в Република Македония, на територията на община Врабчище, Полога.

## География
Селото е било разположено високо на 1200 m надморска височина в Шар, от лявата страна на Врабчищката река, западно от Пожаране. Землището на Прошовце е присъединено към това на Пожаране.

## История
Прошовце се споменава за първи път в 1461/1462 година: „път, който води от Калище в Прошовце, а оттам в планината“. Втори път се споменава в 1470 година, когато Кебир Мехмед бег предава на своите синове три села от Тетовската каза – Прошовце, Галате и Пожаране, които ги е наследил от своята майка. По-късно селото повторно се споменава и в 1595 година.
В 1913 година селото попада в Сърбия. Според Афанасий Селишчев в 1929 година Прошевце е село в Пожаранската община в Горноположкия срез и има 10 къщи с 53 жители българи и албанци.